# Ariadna Sintes
Ariadna Sintes (La Habana, 7 de octubre de 1986) es una actriz cubana radicada en España, conocida por su papel de Brinda en HKM. Es hija de la también actriz Lilliam Kouri.

## Biografía
Desde el año 2000, Ariadna Sintes reside en San Sebastián, donde cursó los estudios de enseñanza secundaria y bachiller. En 2006 se diplomó como realizadora en la Escuela de Cine y Video de Andoáin en Guipúzcoa. También tomó clases de interpretación en el Taller de Artes Escénicas de San Sebastián, fue en la televisión vasca ETB2 donde tuvo la oportunidad de debutar como actriz en España, en la serie Mi querido Klikowsky. Desde 2010 cuenta con doble nacionalidad cubana-española.

## Televisión
- Bi eta Bat (2012)...como Ismelda.
- Maras (2011)....como Rosi.
- HKM (2008-2009)....como Brinda.
- Mi querido Klikowsky (2007)....como Esti.
- Desde Ahora (1990)...como hija de Lilliam Kouri.